# Смоленське
Смоле́нське (рос. Смоленское) — село, центр Смоленського району Алтайського краю, Росія. Адміністративний центр Смоленської сільської ради.

## Населення
Населення — 8985 осіб (2010; 9506 у 2002).
Національний склад (станом на 2002 рік):
- росіяни — 94 %